# Dicranomyia obtusiloba
Dicranomyia obtusiloba är en tvåvingeart som först beskrevs av Alexander 1956.  Dicranomyia obtusiloba ingår i släktet Dicranomyia och familjen småharkrankar.
Artens utbredningsområde är Uganda. Inga underarter finns listade i Catalogue of Life.